# Evarcha maculata
Evarcha maculata es una especie de araña saltadora del género Evarcha que habita en Guinea, Costa de Marfil y Etiopía. Se ha encontrado en sabana en las Tierras Altas de Guinea y cerca de cuerpos de agua como el río Awash. La especie fue descrita por primera vez en 2002 por Christine Rollard y Wanda Wesołowska. La araña es pequeña, con un cefalogastero que mide entre 1,7 y 2,3 mm (0,17 y 0,23 cm) de largo y un abdomen de entre 1,6 y 3,6 mm (0,16 y 0,36 cm) de largo. La hembra es generalmente más grande que el macho, aunque hay excepciones, particularmente entre las encontradas en Guinea. El cefalogastero tiene una cara superior, o caparazón, de color amarillento, con un campo visual más oscuro, y un esternón amarillo o amarillo-anaranjado. El abdomen presenta un patrón distintivo con forma de una «H» mayúscula, al que se refiere el nombre de la especie, que puede traducirse como «manchada». La araña tiene patas de color naranja o amarillo. Posee órganos copuladores distintivos. La hembra tiene conductos de inseminación con una forma característica. El macho tiene un émbolo muy corto y curvado.

## Taxonomía y etimología
Evarcha maculata es una especie de araña saltadora, miembro de la familia Salticidae, que fue descrita por primera vez por las aracnólogas Christine Rollard y Wanda Wesołowska en 2002. Nombrada por una palabra latina que puede traducirse como «manchada» y que recuerda el patrón en su abdomen, fue una de las más de 500 especies identificadas por Wesołowska durante su carrera, lo que la convierte en una de las más prolíficas en el campo. La asignaron al género Evarcha, descrito por primera vez por Eugène Simon en 1902. El género es uno de los más diversos, con miembros encontrados en cuatro continentes.
En 1976, Jerzy Prószyński colocó el género Evarcha en la subfamilia Pelleninae, junto con los géneros Bianor y Pellenes. En el estudio de Wayne Maddison de 2015 sobre la clasificación filogenética de arañas, el género Evarcha fue trasladado a la subtribu Plexippina. Plexippina es miembro de la tribu Plexippini, que fue incluida en el subclado Simonida en el clado Saltafresia por Wayne Maddison en 2015. Está estrechamente relacionado con los géneros Hyllus y Plexippus. El análisis de genes codificadores de proteínas mostró que está particularmente relacionado con Telamonia. En 2016, Jerzy Prószyński añadió el género a un grupo de géneros llamado Evarchines, nombrado por el género, junto con Hasarinella y Nigorella, basándose en similitudes en los órganos copuladores.
Prószyński colocó la araña en un nuevo género Evawes en 2018, basado en sus órganos copuladores y la forma en que difieren de otras arañas Evarcha. El nombre del nuevo género es una combinación de Evarcha y Wesołowska. Esta designación no es ampliamente aceptada y la especie permanece en el género Evarcha en el World Spider Catalog.

## Descripción

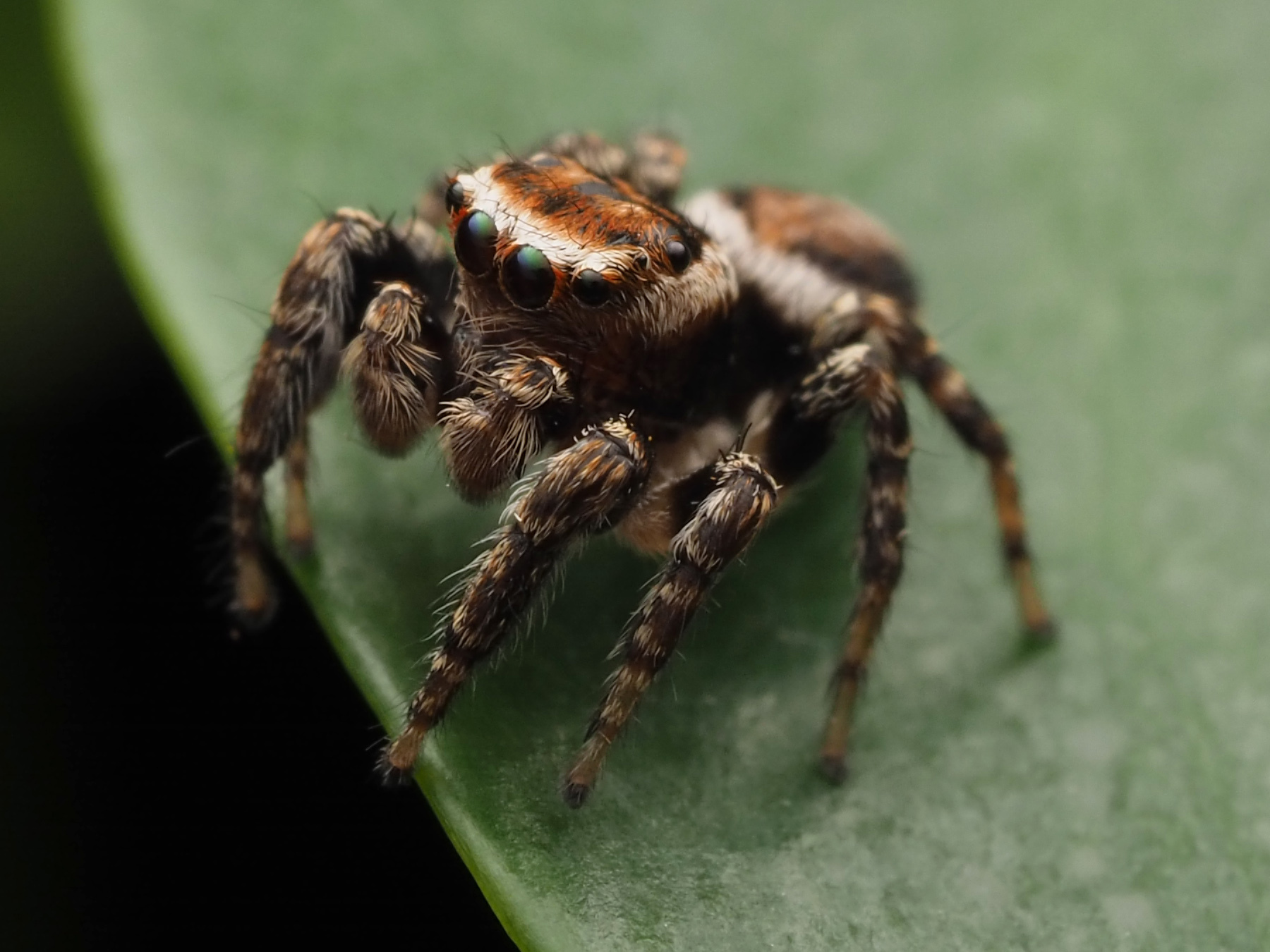
La relacionada Evarcha hoyi

Evarcha maculata es una araña pequeña de color claro con características típicas del género. El cuerpo de la araña se divide en dos partes principales: un cefalogastero ovoide y un abdomen ovalado. El macho tiene un cefalogastero que mide entre 1,7 y 2,1 mm (0,17 y 0,21 cm) de largo y 1,4 y 1,5 mm (0,14 y 0,15 cm) de ancho. El caparazón, la parte superior dura del cefalogastero, es amarillento y está marcado con líneas grises en sus bordes y un patrón de rayas marrones poco definido en la parte superior. Tiene un campo visual más oscuro con manchas blancas y áreas negras alrededor de los ojos, algunas con pequeñas escamas amarillentas. Pequeños pelos blancos cubren toda la superficie. La parte inferior del cefalogastero, o esternón, es amarilla o amarillo-anaranjada. La cara de la araña, o clípeo, es relativamente baja y tiene una cubierta de pelos blancos que es particularmente densa alrededor de las mejillas. Sus piezas bucales son distintivas, con los quelíceros marrones o marrón claro con manchas más oscuras, mientras que el labio es amarillo o marrón y las maxilas son naranja-amarillo.
El abdomen del macho es similar en tamaño a su caparazón, midiendo entre 1,6 y 1,9 mm (0,16 y 0,19 cm) de largo y entre 1 y 1,2 mm (0,10 y 0,12 cm) de ancho. La parte superior es generalmente amarillenta con un patrón grisáceo-marrón que se asemeja a una gran «H» mayúscula, y una cubierta de pelos blancos y marrones. Algunos ejemplos de la relacionada Evarcha certa tienen un patrón similar. El borde frontal tiene cerdas oscuras muy largas. La parte inferior es generalmente amarilla, aunque en algunos ejemplos es más gris en los lados, con una franja marrón o gris en el centro. La araña tiene hileras grisáceas o marrones. Sus patas son generalmente amarillas, aunque hay anillos más oscuros en algunos de los segmentos, con una cubierta de pelos marrones y grises. Las patas tienen espinas marrones.
La araña tiene órganos copuladores distintivos. El pedipalpo del macho es marrón con pelos densos en el cimbio, que forma la cubierta externa principal del bulbo palpal. El bulbo palpal es voluminoso, con una gran protuberancia bulbosa en su base y lados redondeados. Desde la parte superior sobresale un émbolo que es corto y afilado. Es el émbolo el que permite al macho inseminar a la hembra. Unido a la base del bulbo, la tibia palpal también es peluda y tiene una gran protuberancia recta, o apófisis tibial, que también tiene un extremo afilado. La simplicidad de la apófisis tibial contrasta con el diseño más complejo de la similar Evarcha mirabilis. Su émbolo curvado ayuda a distinguirlo de la relacionada Evarcha vittula.
La hembra es más grande que el macho, con un cefalogastero que mide entre 2,1 y 2,3 mm (0,21 y 0,23 cm) de largo y entre 1,6 y 1,9 mm (0,16 y 0,19 cm) de ancho, y un abdomen de entre 2,6 y 3,6 mm (0,26 y 0,36 cm) de largo y 1,8 y 2,7 mm (0,18 y 0,27 cm) de ancho, aunque un ejemplo de Guinea era más pequeño, con un caparazón y abdomen de solo 1,8 mm (0,18 cm) de largo. La hembra también es más oscura que el macho. Tiene un caparazón alto con una parte trasera inclinada que es generalmente marrón-anaranjada y cubierta de pelos marrones, con un campo visual oscuro y corto. Hay cerdas largas, escamas translúcidas y anillos negros alrededor de los ojos. El esternón es amarillo-anaranjado a marrón claro. El labio es igualmente amarillo-anaranjado a marrón claro, mientras que el clípeo es universalmente marrón claro. Hay un solo diente en los quelíceros, que son marrón claro con manchas más oscuras.
El abdomen de la hembra tiene el mismo patrón que el del macho en la parte superior, pero más claro y menos definido. En algunos ejemplos, el patrón se asemeja más a una flecha. Está cubierto de pelos cortos. La parte inferior es grisácea con puntos que forman tres líneas. Las hileras son amarillo-grisáceas y las patas amarillo-anaranjadas a marrón claro. El último par de patas es más largo que los demás. Están cubiertas de pelos marrones. Su estructura genital externa, o epigino, está esclerotizada y tiene una depresión poco profunda en el centro y dos bolsillos en la parte trasera cerca del surco epigástrico. Hay dos aberturas copuladoras que conducen a conductos de inseminación de paredes gruesas. Los conductos son complejos, al igual que los espermatecas, o receptáculos, en su extremo, que tienen muchas cámaras. Es el curso de los conductos lo que más fácilmente la distingue de las hembras de otras especies de Evarcha.

## Comportamiento y hábitat
Evarcha maculata habita en sabana en montañas. Los ejemplos etíopes han sido encontrados viviendo en bosques ribereños, incluyendo los alrededores del río Awash. A menudo se encuentran en hojarasca y parecen ser particularmente aficionados a árboles como Vachellia nilotica. Las arañas Evarcha a menudo viven en nidos construidos con telas entre los árboles. Un estudio de la relacionada Evarcha arcuata encontró que la araña descansa colgada de un hilo de seda. Se alimenta de una amplia gama de alimentos, incluyendo áfidos, moscas y otras arañas. Como otras arañas saltadoras, no tejen telas para atrapar a sus presas, sino que cazan por emboscada.

## Distribución
Las arañas Evarcha viven en todo el mundo, aunque las encontradas en América del Norte pueden ser migrantes accidentales. El género se encuentra en toda África. Evarcha maculata habita en Etiopía, Costa de Marfil y Guinea. El holotipo fue descubierto en 1991 en el Monte Leclerc, una de las Sierra de Nimba en las Tierras Altas de Guinea, a una altitud de 900 m (2952,8 pies) sobre el nivel del mar. Otros ejemplos fueron encontrados en la misma ubicación. El primer miembro identificado de la especie en Etiopía fue descrito en 2008. Había sido encontrado en el Parque Nacional de Awash a una altitud de 800 m (2624,7 pies) sobre el nivel del mar en 1983. Otros ejemplos también han sido encontrados en la zona local. Su presencia en Costa de Marfil fue registrada por primera vez en 2022 basada en un espécimen recolectado en Lamto, en el Bosque de Bandama, en 1975.